# Panacas

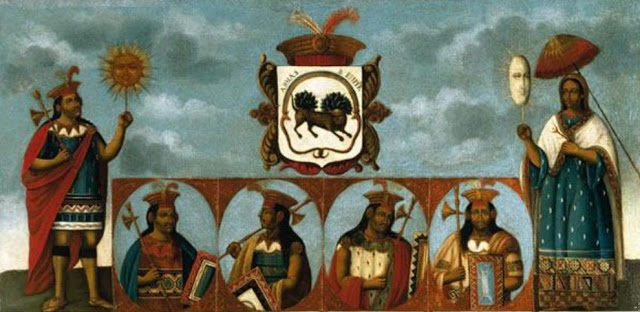
Escola de Cuzco - Genealogia dos Incas - século XVIII

Panacas (panaka; panaqa) eram uma família formada por todos os descendentes de um monarca, um sapa inca, exceto o filho que o sucederá como novo monarca. A instituição social básica dos incas é o ayllu. Um ayllu é um grupo de famílias que descendem de um ancestral comum, unido por cultura e religião, além do trabalho agrícola, pecuário e pesca do mesmo território. O conceito de ayllu transcendeu à nobreza, de modo que o parentesco real pudesse estabelecer uma linhagem, chamada panaca ou casa real . 
A família de cada Inca formou um ayllu real que recebeu o nome de panaca, uma linhagem real.  O único filho do sapa inca que não fazia parte da panaca era o Auqui (príncipe herdeiro)  porque este, quando se tornou imperador, formaria sua própria panaca.
Entre outras funções ocupadas pela panaca estavam as de manter a memória do falecido Inca e sua malqui (múmia), de realizar cerimônias em seu nome e de cuidar de seus bens e alianças feitos na vida. Cada panaca possuía várias propriedades em todo o reino, incluindo palácios na cidade sagrada de Qusqu, o núcleo da cidade era composto principalmente de recintos palaciais conhecidos como kancha pertencentes à panaca. As panacas tiveram grande influência na decisão de nomear sucessores para o cargo de sapa inca. 

## Lista de Panacas
A capaccuna  era a lista oficial de panacas e seus respectivos antepassados, existiram outras etnias Inca ayllu, mas apenas as linhagens mais proeminentes estavam dentro da capaccuna e tinham o direito de ser chamadas de panaca. 
Segundo os incas, as panacas eram estas, em ordem cronológica: 
Porção de Rurin Qusqu: 
- Chima Panaca Ayllu (Manku Qhapaqpa panakan), a casa real de Manco Capac .
- Rawrawa Panaca Ayllu (Sinchi Ruq'ap panakan), a casa real de Sinchi Roca .
- Hawaynin Panaca Ayllu (Lluq'i Yupankip panakan), a casa real de Lloque Yupanqui .
- Uska Mayta Panaca Ayllu (Mayta Qhapaqpa panakan), a casa real de Maita Capac .
- Apu Mayta Panaca Ayllu (Qhapaq Yupankip panakan), a casa real de Cápac Yupanqui .

Moção Hanan Qusqu: 
- Wikakiraw Panaca Ayllu (Inka Ruqap panakan), a casa real de Inca Roca .
- Awqaylli Panaca (Yawar Waqaqpa panakan), a casa real de Yahuar Huacac .
- Suqsu Panaca Ayllu (Wiraqucha Inkap panakan), a casa real de Viracocha Inca .
- Hatun Ayllu / Iñaka Panaca Ayllu (Pachakutiq Yupankip panakan), a casa real de Pachacuti .
- Qhapaq Ayllu (Tupaq Yupankip panakan), a casa real de Túpac Yupanqui .
- Tumipampa Ayllu (Wayna Qhapaqpa panakan), a casa real de Huayna Capac .

Os clãs ayllu e sua contrapartida panaca eram a unidade social básica inca da organização inca; panaca era um dos elos mais importantes na administração inca, simultaneamente nos aspectos políticos, sociais, econômicos e culturais do estado de Império Inca . 